# Marita Camacho Quirós
Pour les articles homonymes, voir Quirós.
Marita del Carmen Camacho Quirós, née à San Ramón (province d'Alajuela) le 10 mars 1911 et morte le 20 juin 2025 à Escazú (province de San José), est une ancienne première dame et supercentenaire costaricienne. Elle est l'épouse de Francisco Orlich Bolmarcich, 34e président du Costa Rica de 1962 à 1966.

## Biographie
Marita Camacho Quirós est née le 10 mars 1911 à San Ramón dans la province d'Alajuela au Costa Rica. Elle est la septième enfant d'un couple d'agriculteurs, Salustio Camacho et Zeneida Quirós.
Le 16 avril 1932, elle épouse Francisco José Orlich Bolmarcich (1907-1969), homme d'affaires et personnalité politique costaricienne, qui fut président du Costa Rica de 1962 à 1966, avec qui elle a adopté 2 fils. Son mari décède le 29 octobre 1969 à l'âge de 62 ans. 
Elle est la cousine de Daniel Oduber Quirós, président du Costa Rica de 1974 à 1978, et de Carlos Humberto Rodríguez Quirós, prêtre catholique costaricien qui fut archevêque de San José.

### Première dame du Costa Rica
Marita Camacho Quirós a exercé le poste de première dame du Costa Rica pendant quatre ans.  Au cours de cette période, elle a activement travaillé pour les enfants et a promu un projet de sécurité sociale costaricaine qui a permis de construire des maisons pour les familles pauvres.
Elle a accompagné son mari dans plusieurs voyages à l'étranger et dans l'accueil de plusieurs présidents, notamment John F. Kennedy et Lyndon B. Johnson. Elle a également rendu visite au pape Jean XXIII, au Vatican.
En 1962, elle effectue une tournée dans plusieurs pays européens, dont l'Espagne où elle rencontre Francisco Franco. 

### Longévité
Marita Camacho Quirós a célébré ses 110 ans le 10 mars 2021, devenant ainsi une supercentenaire. D'après les organismes spécialisés dans la longévité comme le Gerontology Research Group ou LongeviQuest, elle est la doyenne du Costa Rica et la détentrice du record de longévité de ce pays. Elle est aussi la première dame la plus âgée de tous les temps.
Elle meurt le 20 juin 2025 à Escazú à l'âge de 114 ans et 102 jours.
La famille de Marita Camacho Quirós possède une longévité particulière, puisque sa cousine germaine Adela Monge Quiros a vécu 107 ans et l'une de ses parentes éloignées, Josefina Quirós Soto, a atteint l'âge de 110 ans.  